# Stazione di Baranavičy Centrale
La stazione di Baranavičy Centrale (in bielorusso Бара́навічы Цэнтра́льныя?, Baranavičy Centralnija) è la stazione ferroviaria principale della città di Baranavičy, in Bielorussia.

## Storia
La stazione fu aperta il 28 novembre 1871, con la sua messa in servizio, destinata alla riparazione e alla sostituzione delle locomotive a vapore sulla ferrovia Mosca-Brėst. Quel giorno, il traffico iniziò sulla sezione costruita della ferrovia Smolensk-Brėst.
Verso la metà degli anni 1880, il villaggio di Baranavičy, la cui prima menzione si trova nel testamento di A.E. Synyavsky nel 1627, contava circa 1.500 abitanti ed era composto dall'edificio in legno della stazione, gli edifici della stazione, alcune case in cui vivevano i ferrovieri. La nuova ferrovia divenne un evento significativo non solo per i contadini locali, ma anche per l'intero impero russo di allora, perché consentì di collegare la seconda capitale Mosca con il confine occidentale dell'impero.
L'impulso per un più intenso insediamento dell'area adiacente alla stazione da sud, avvenne nel maggio 1884, quando il consiglio provinciale di Minsk decise di sviluppare un insediamento chiamato Rozvadovo sulle terre del proprietario terriero Rozvadovsky.  La città fu costruita secondo il piano approvato dal governatore di Minsk il 27 maggio 1884. Il villaggio aveva allora 120 case in cui vivevano 1.500 persone.
Secondo i piani approvati dall'imperatore Alessandro III, si ipotizzava di costruire un'altra ferrovia Vilnius-Luninec-Rivne. Pertanto, a due chilometri e mezzo dalla stazione centrale, la ferrovia Mosca-Brest era attraversata dai binari della direzione Vilnus-Rivne delle ferrovie Polissya e venne costruita un'altra stazione Baranavičy-Polisky, che divenne il secondo centro di formazione della futura città. Come nel primo caso, operai e commercianti si stabilirono nei pressi della nuova stazione, creando un nuovo insediamento chiamato informalmente Nuova Baranavičy. Si è sviluppato su terreni appartenenti ai contadini di numerosi villaggi (Svetilovichi, Girovo, Uznogi), che si trovavano vicino alla nuova stazione. Più conveniente che sulla terra del proprietario, i termini del contratto di locazione, la vicinanza delle istituzioni amministrative hanno contribuito alla rapida crescita di questo insediamento.

Fotografie d'epoca
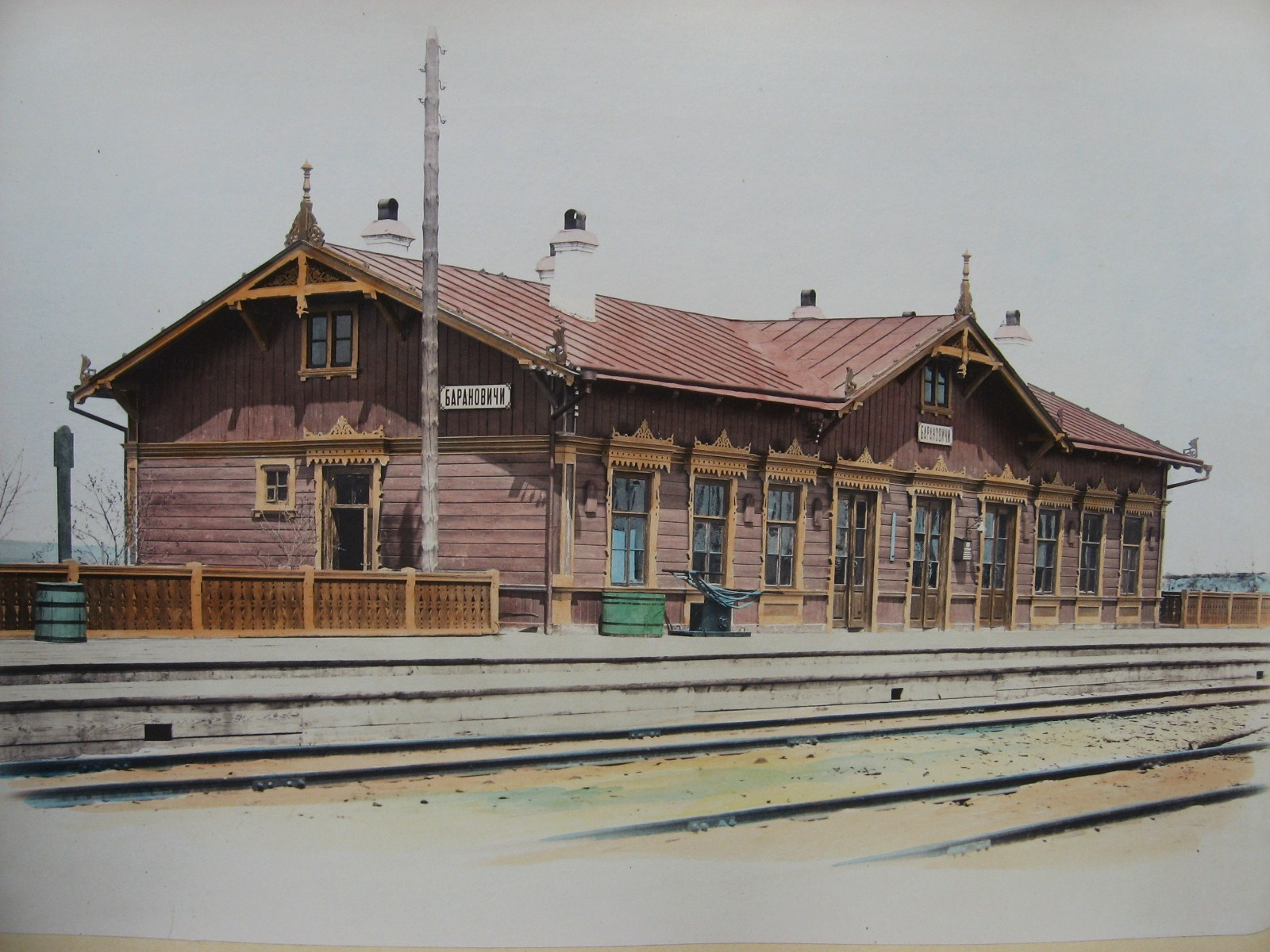
1880
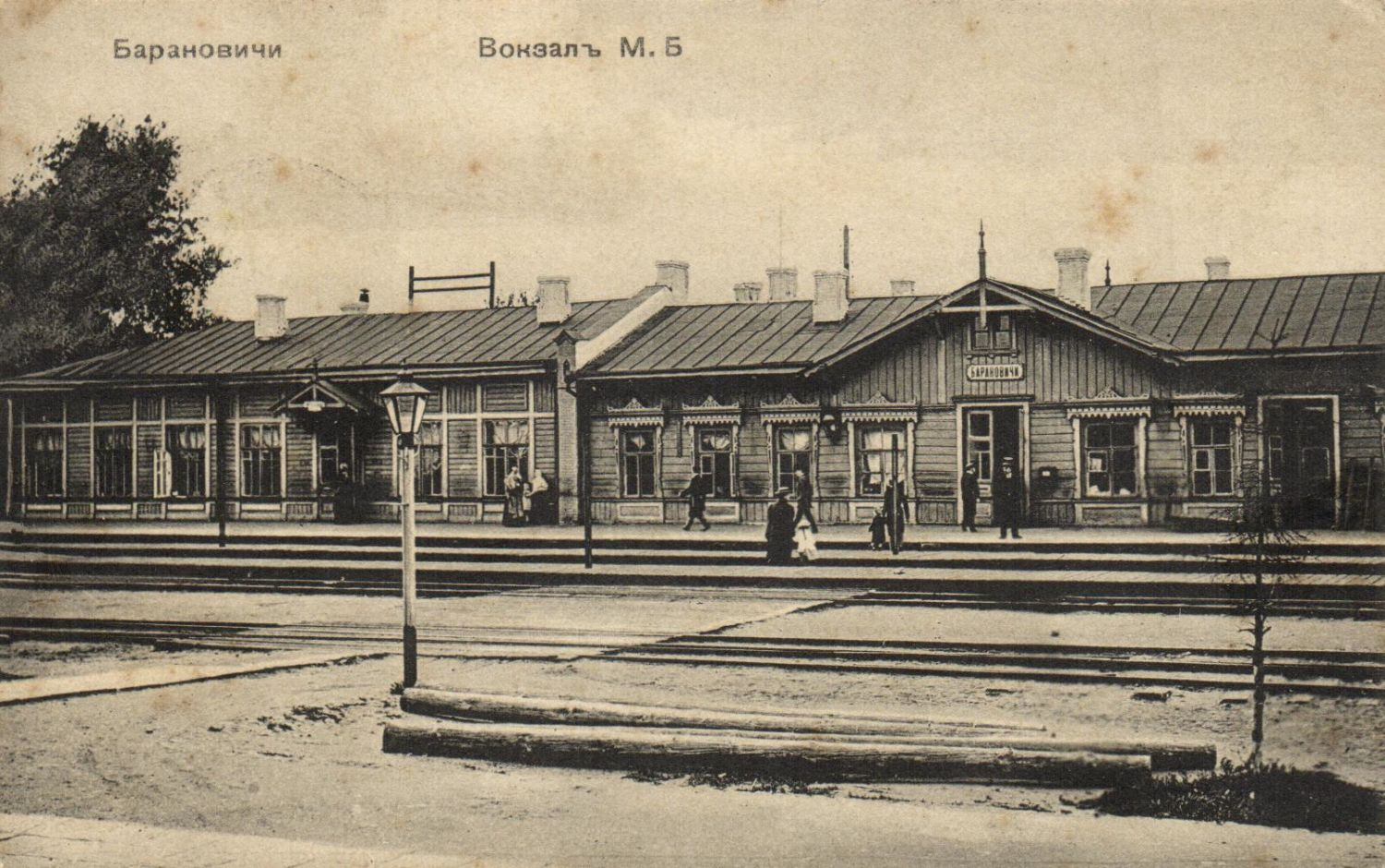
1910
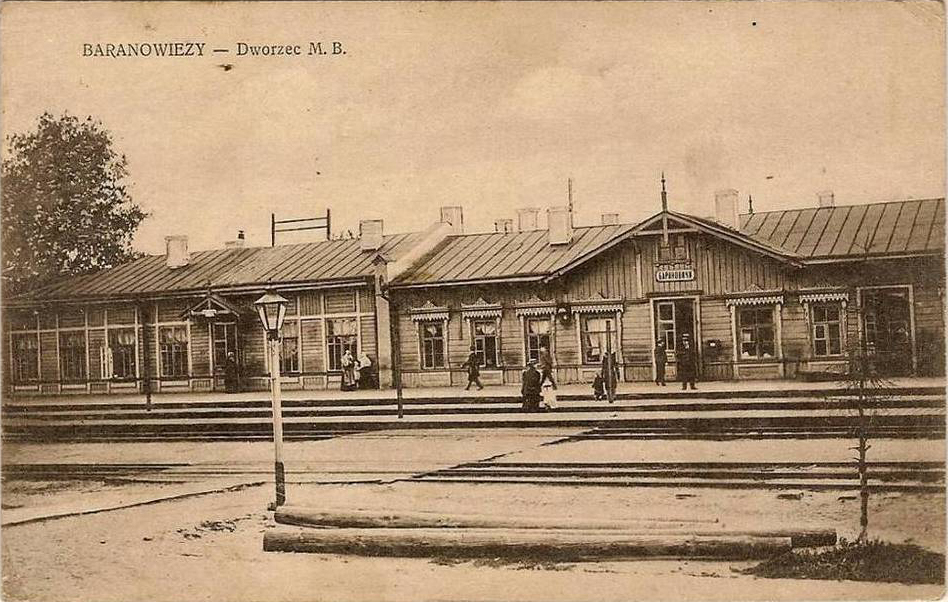
1916
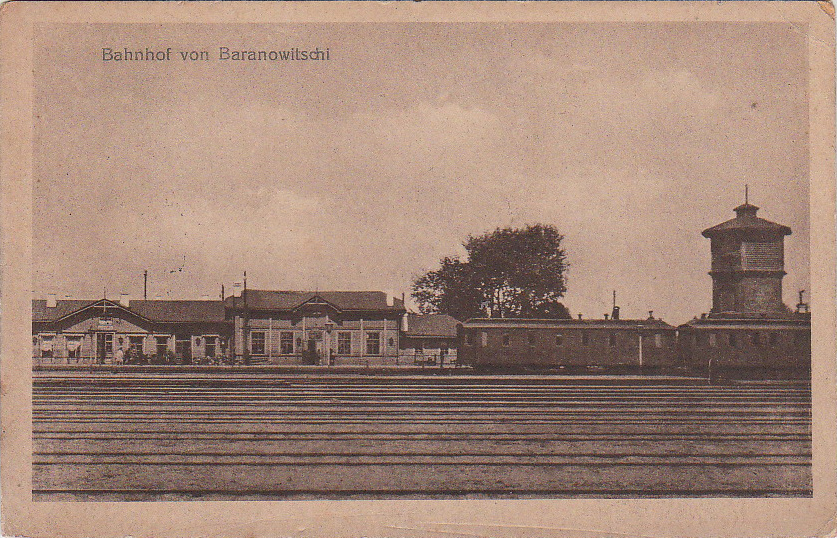
1918

Con la messa in servizio nel 1886 della linea Baranavičy- Vaŭkavysk- Białystok, Baranavičy divenne un importante nodo ferroviario. Rozvadovo (nome non ufficiale - "Vecchia Baranavičy") e Nuova Baranavičy si fusero così in un'unica città con il nome comune di Baranavičy.
Il 6 ottobre 1888, fu introdotta un'amministrazione borghese nella città di Rozvadovo. A poco a poco, Baranavičy divenne un importante nodo ferroviario, che collegava con i più importanti centri economici del paese con Russia centrale e Polonia, Paesi baltici e Ucraina. Ciò ha contribuito allo sviluppo dell'insediamento e ha attirato l'attenzione del dipartimento militare. Nella zona di Baranavičy furono costruiti fienili, mulini e uno zuccherificio, venne posto l'ufficio del quartiermastro di Vilnius e furono stanziati diversi battaglioni del reggimento di fanteria. Queste iniziative del dipartimento militare, così come l'ulteriore sviluppo delle stazioni ferroviarie, richiedevano sempre più manodopera.
Il 28 novembre 1871 il primo treno merci e passeggeri attraversò la stazione di terza classe. 

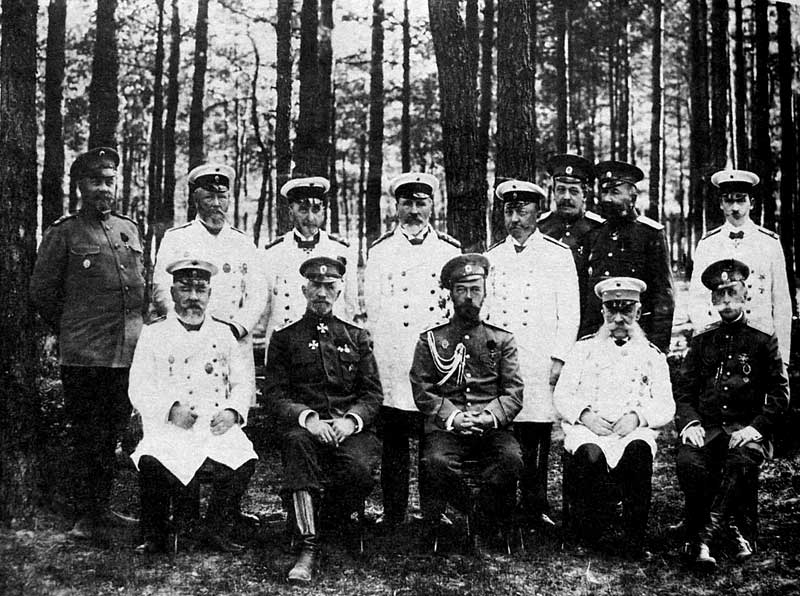
Consiglio dei Ministri, Palo Reale. Stazione Baranovichi, 14 giugno 1915. Nella prima riga: il controllore di stato

Con l'inizio della prima guerra mondiale, le forze militari erano di stanza a Baranovichi e per qualche tempo si trovava la sede del Comandante in capo supremo delle truppe russe (vicino alla posizione della brigata ferroviaria vicino alla stazione di Baranovichi-Poliski), dove l'imperatore Nicola II visitò 10 volte. Dopo la terribile sconfitta nell'operazione Baranovichi o, come viene anche chiamata, Skorbovo-Horodyshche nel luglio 1916, le perdite delle truppe russe ammontarono a circa 80.000 persone. L'esercito russo si ritirò e dal 1916 al gennaio 1919 la città fu occupata dalle truppe del Kaiser. La prima linea è passata qui per due anni.
Il primo edificio della stazione non è sopravvissuto fino ad oggi; al suo posto è stata costruita una nuova stazione ferroviaria.
Il 17 febbraio 1983, dopo la messa in servizio delle linee elettrificate nelle stazioni Orša-Zakhidna e Orša-Skhidna, iniziò il movimento a pieno titolo dei treni merci su trazione elettrica da Baranovichi a Vyazma.
Il 6 novembre 1983 fu firmato l'Atto della Commissione di Stato sull'introduzione dell'elettrificazione della linea Baranovichi-Berestya.
Il 28 dicembre 1983, il primo treno merci elettrico arrivò a Baranovichi da Brest.
Il 10 gennaio 1984, tutti i treni elettrici iniziarono a circolare da Mosca via Baranovichi a Brest.

## Movimento
I treni passeggeri delle linee economiche e business class internazionali, interregionali e regionali arrivano e partono alla stazione di Baranovichi-Central.
Dalla stazione Baranovichi-Central i treni hanno la possibilità di raggiungere le principali città della Bielorussia, Ucraina, Polonia, Repubblica Ceca, Germania, Francia e Russia.
I treni internazionali collegano Baranovichi con le città di Varsavia, Lviv, Mosca, Nizza, Novosibirsk, Parigi, Praga, San Pietroburgo, Saratov, Smolensk e altre.
I treni delle linee interregionali di classe economica vanno a Minsk, Brest, Gomel, Grodno, Vitebsk, Mogilev, Polotsk e altri.
I treni regionali di classe economica collegano le città di Brest, Grodno, Vysoko-Litovsk, Vovkovysk, Lida, Luninets, Pinsk, ecc.

## Galleria d'immagini

La stazione
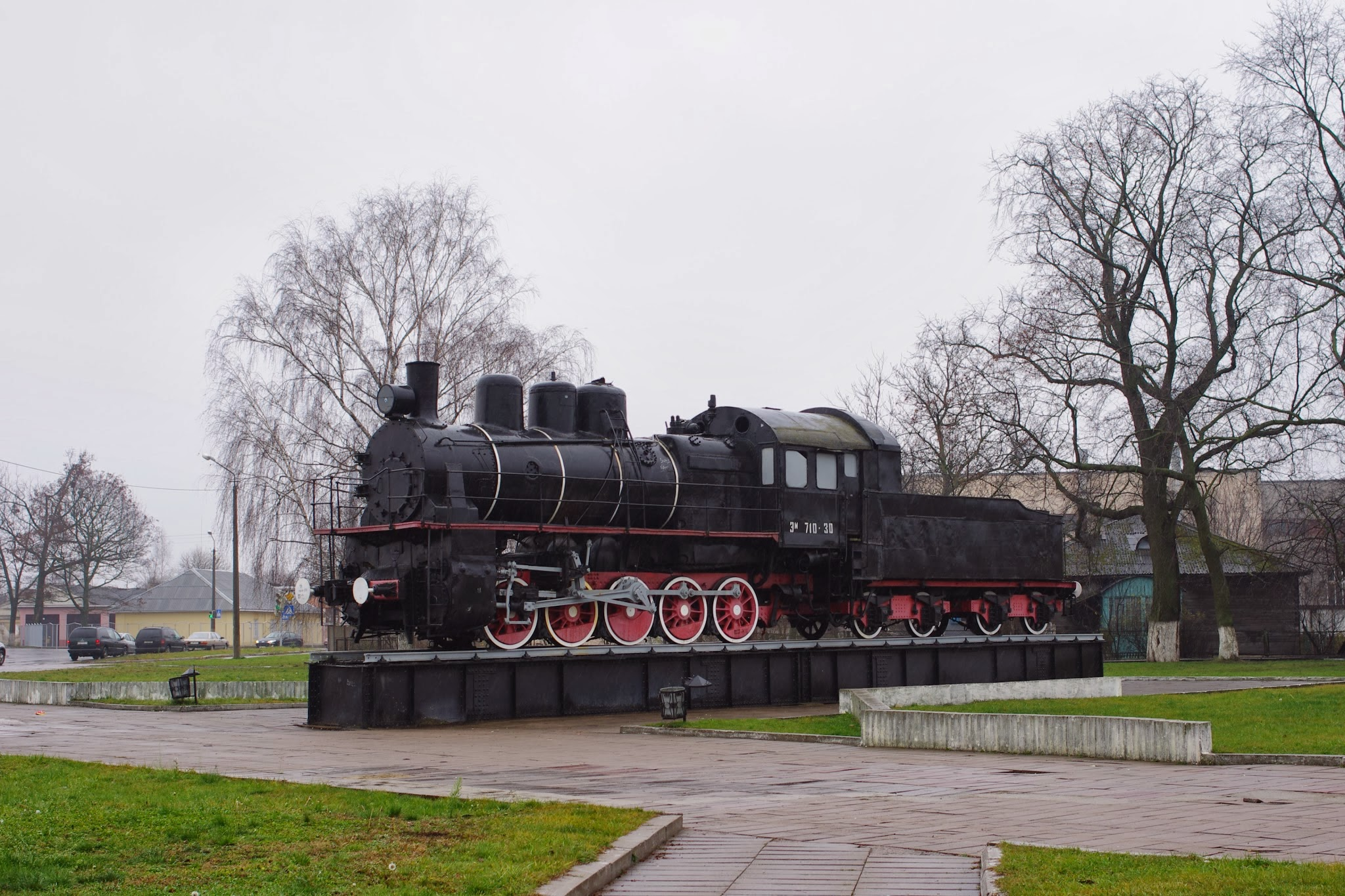
Monumento alla locomotiva a vapore
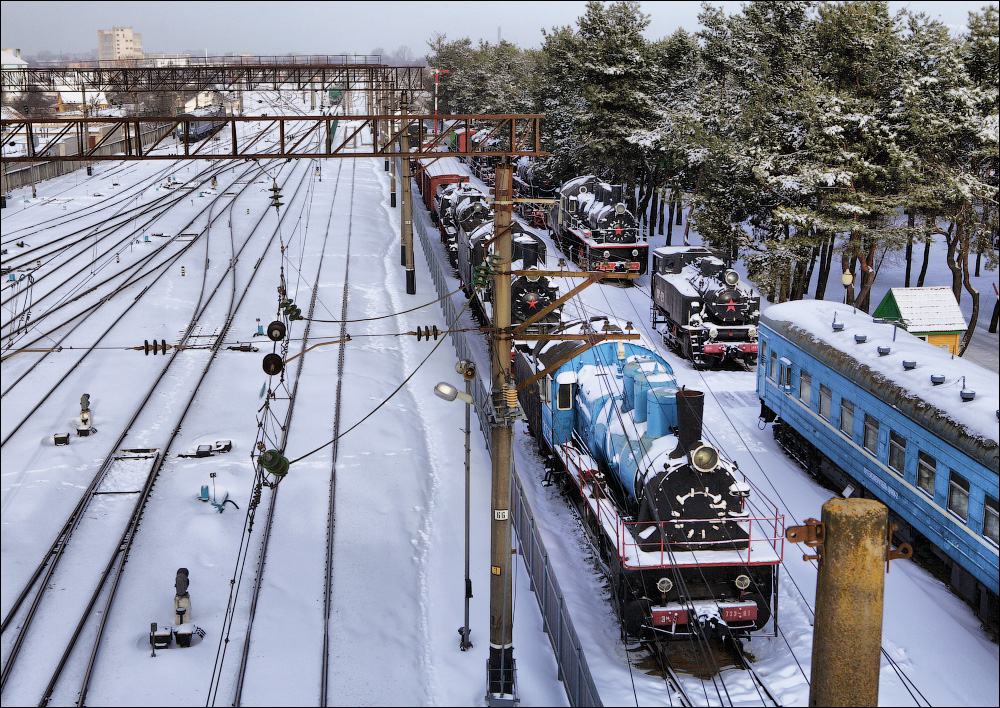
Museo delle locomotive
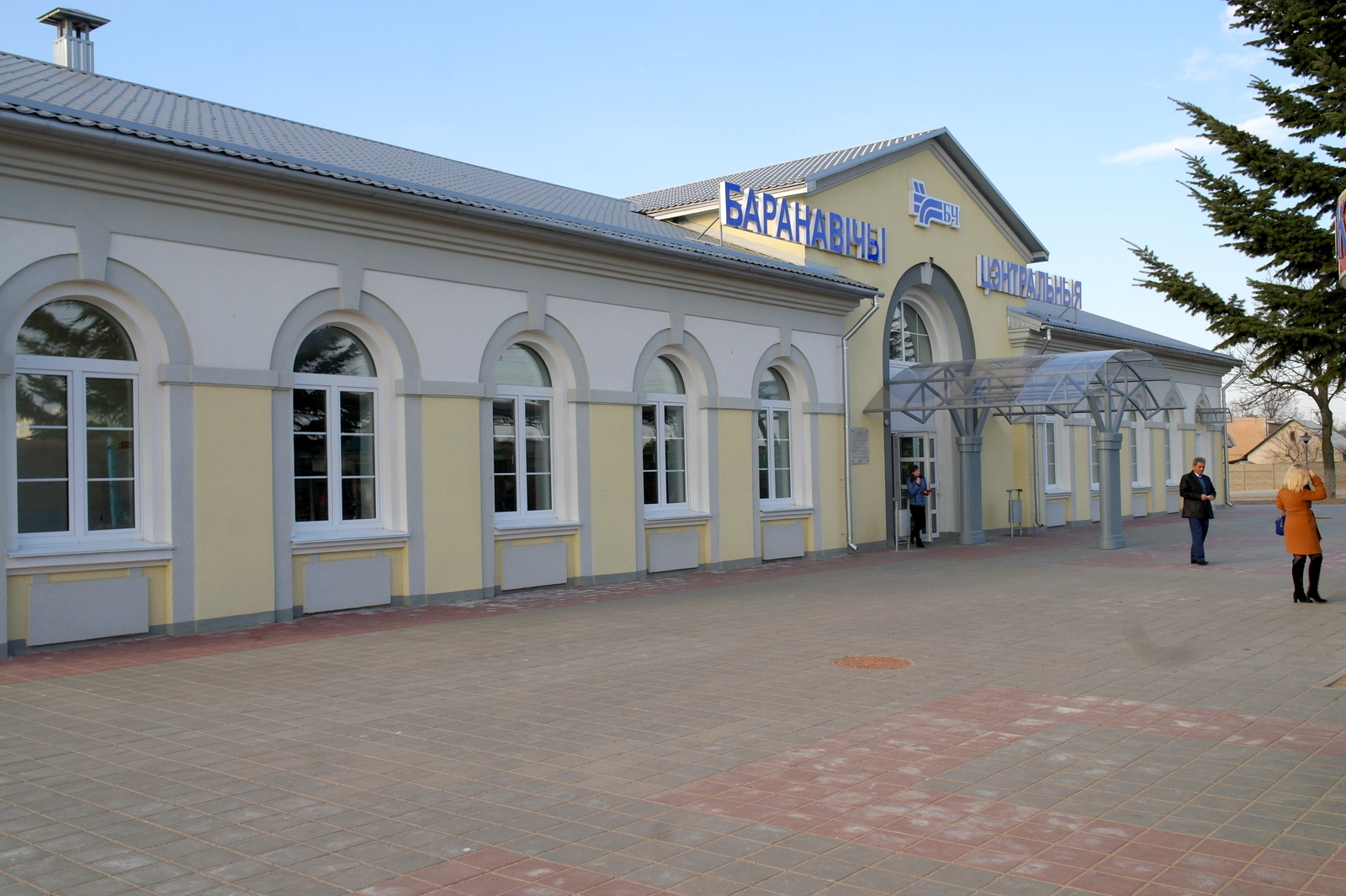
Moderna stazione ferroviaria
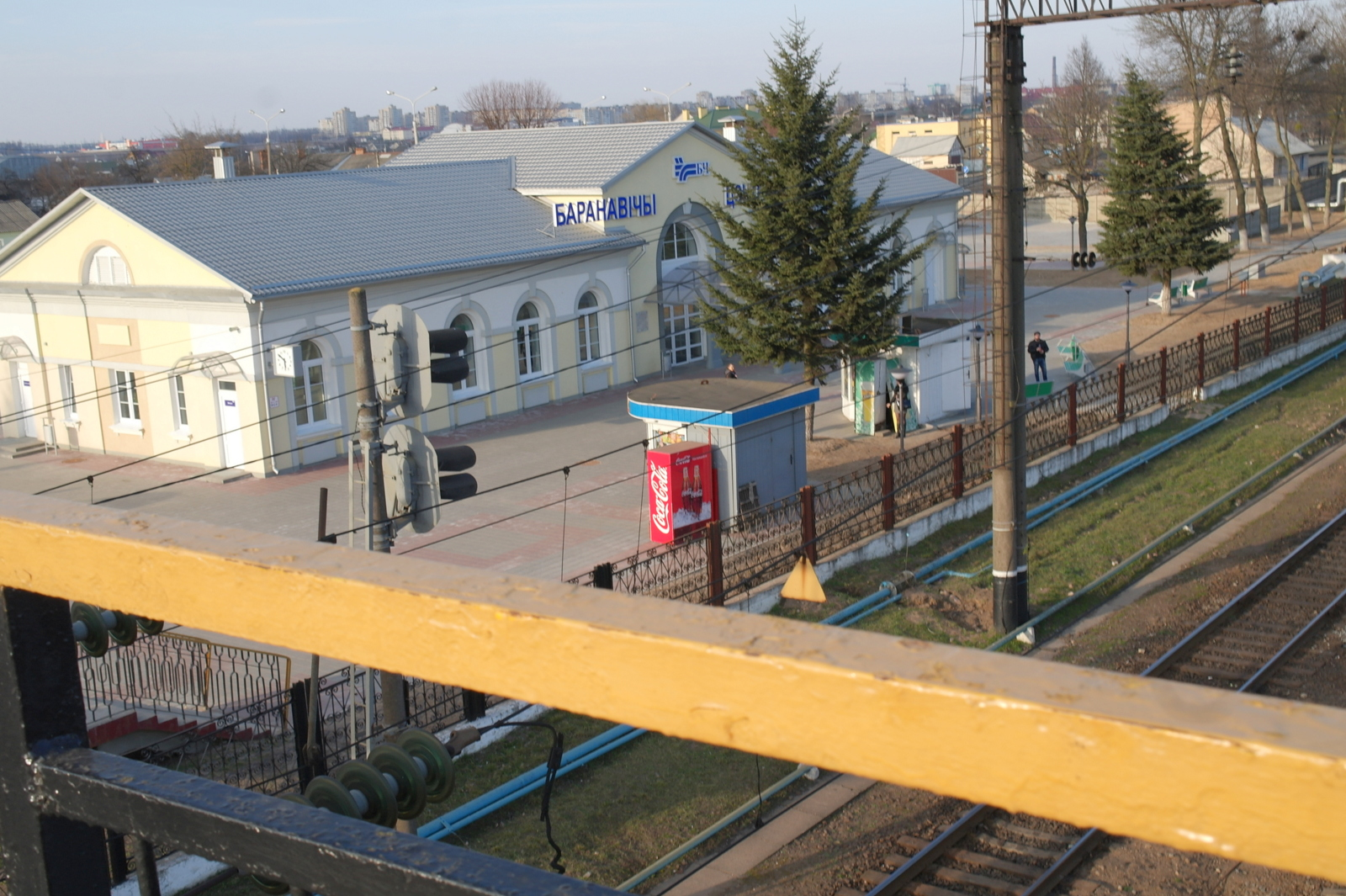
Vista dalla passerella

Locomotive e treni
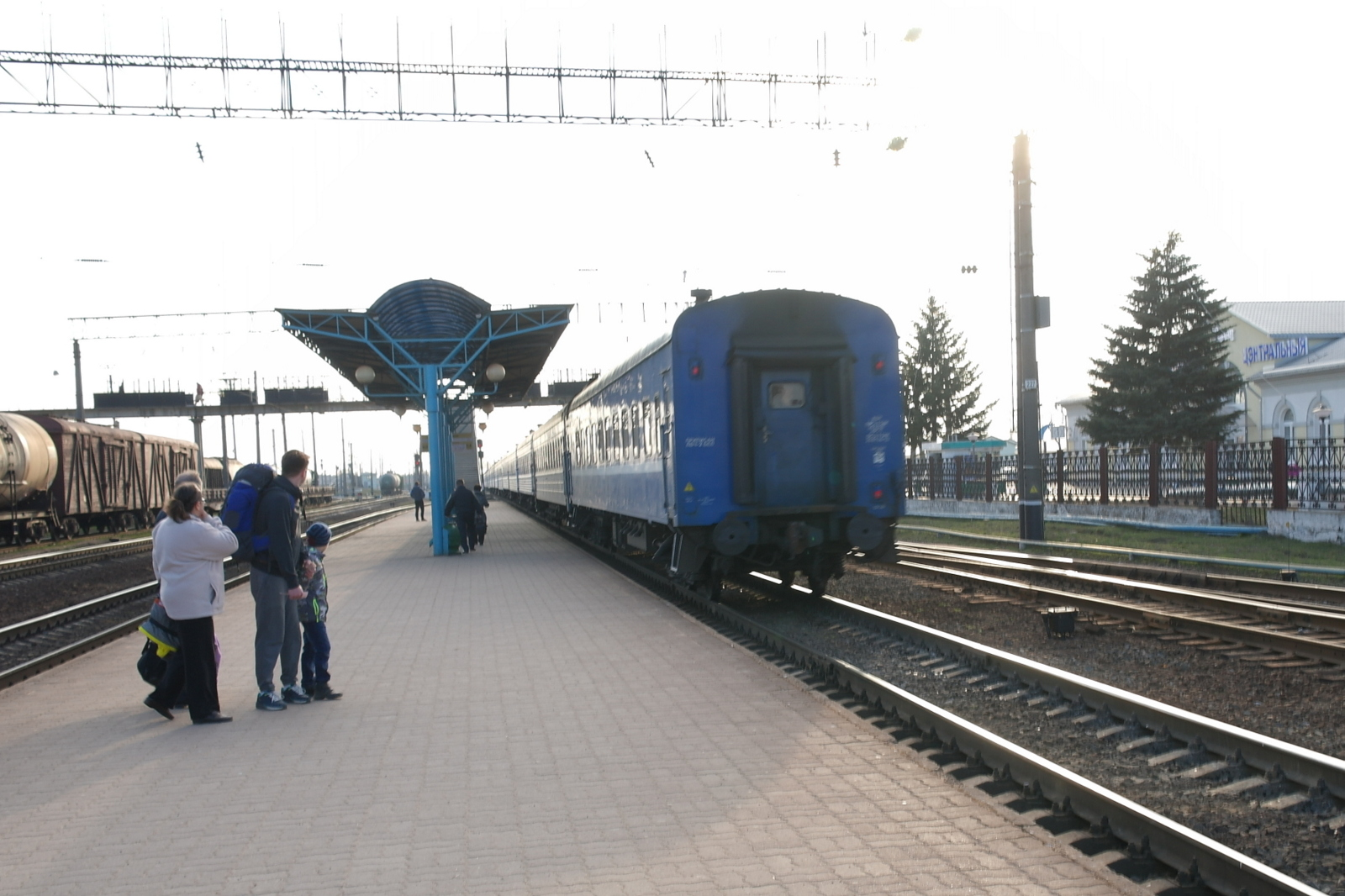
Treno passeggeri
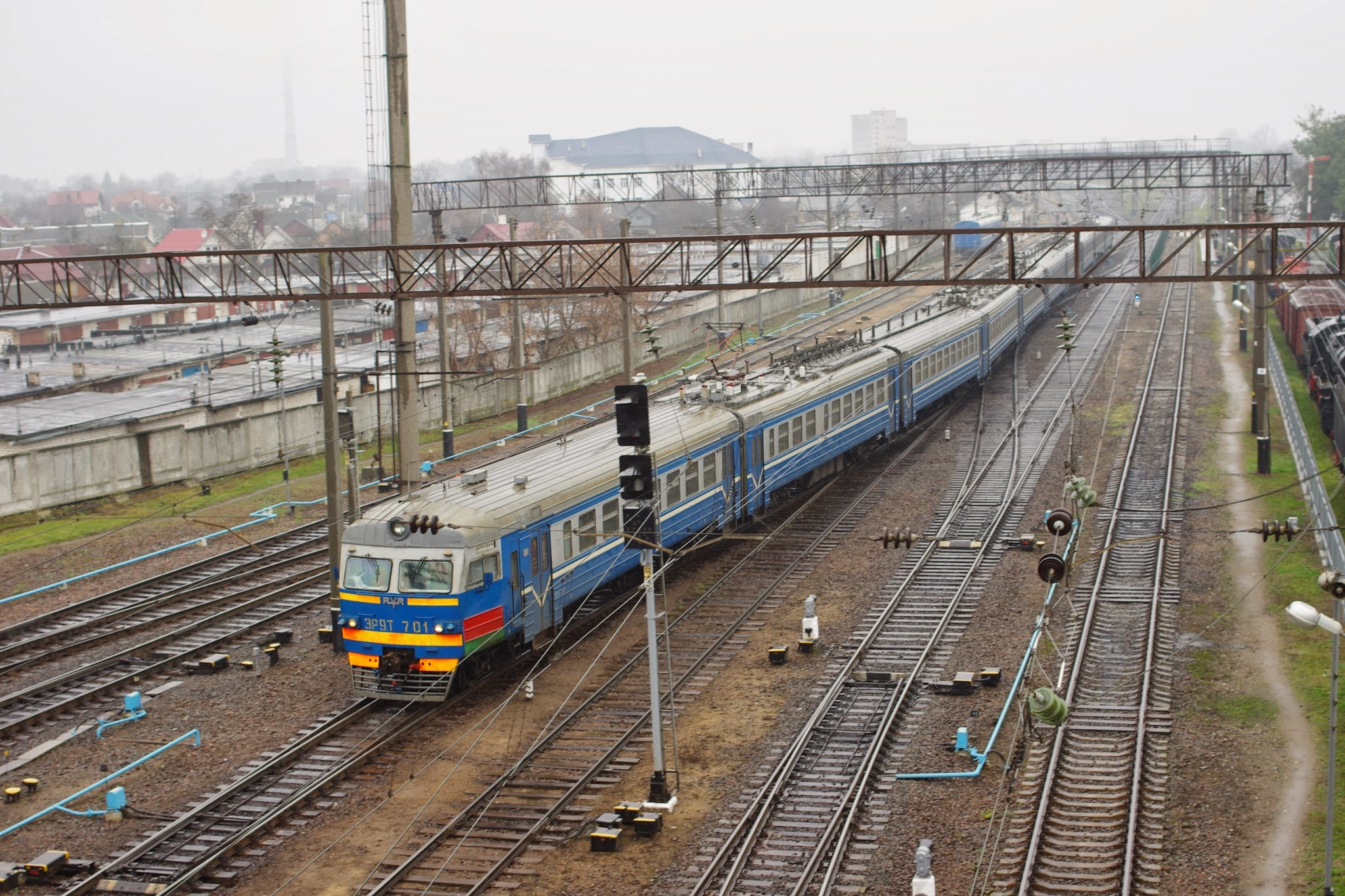
Treno ER9T -701
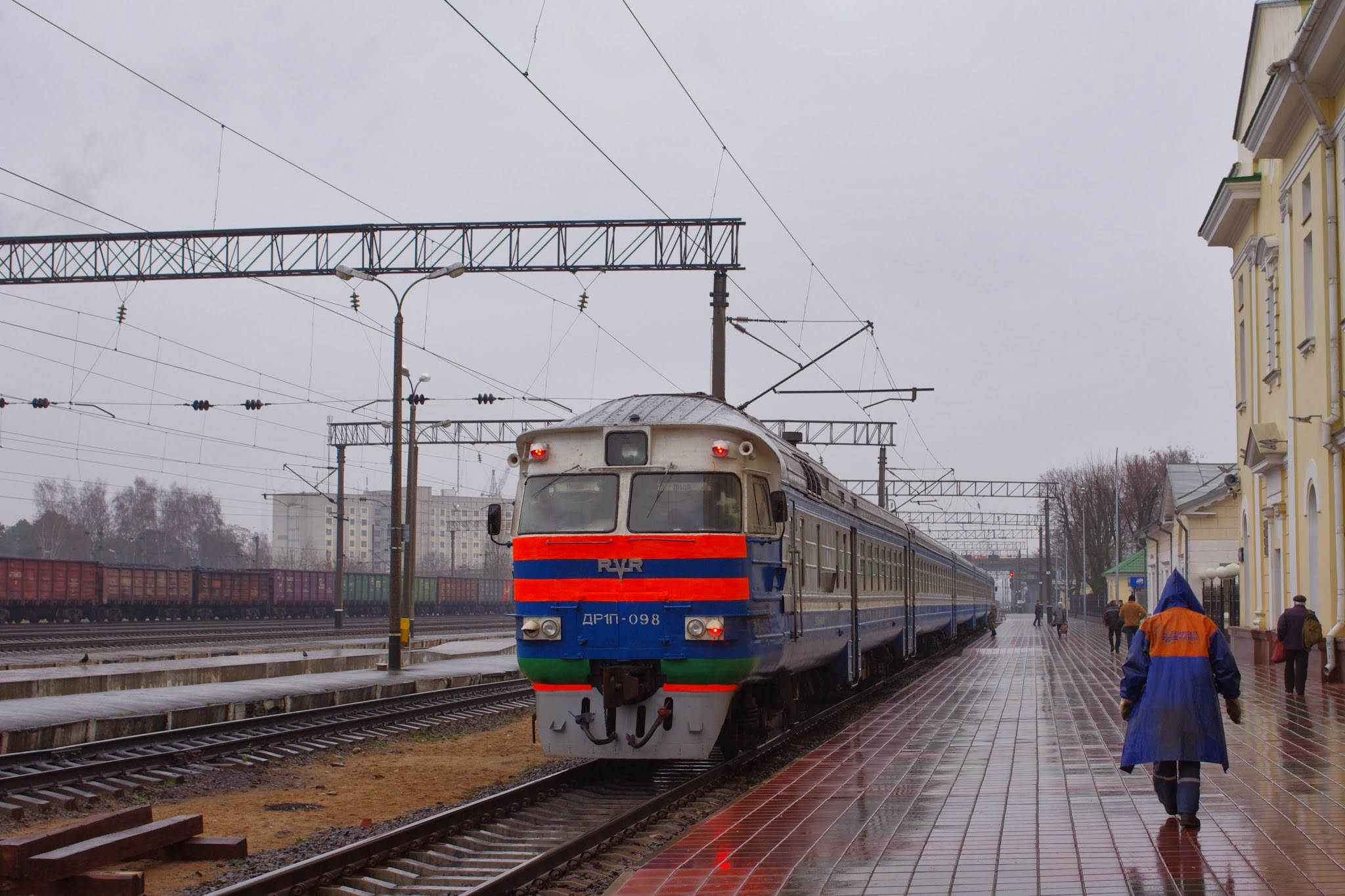
Treno diesel DR1P -098